# Mylothris rubricosta
Mylothris rubricosta is een vlindersoort uit de familie van de Pieridae (witjes), onderfamilie Pierinae.
Mylothris rubricosta werd in 1890 beschreven door Mabille.